# Roger Reinert

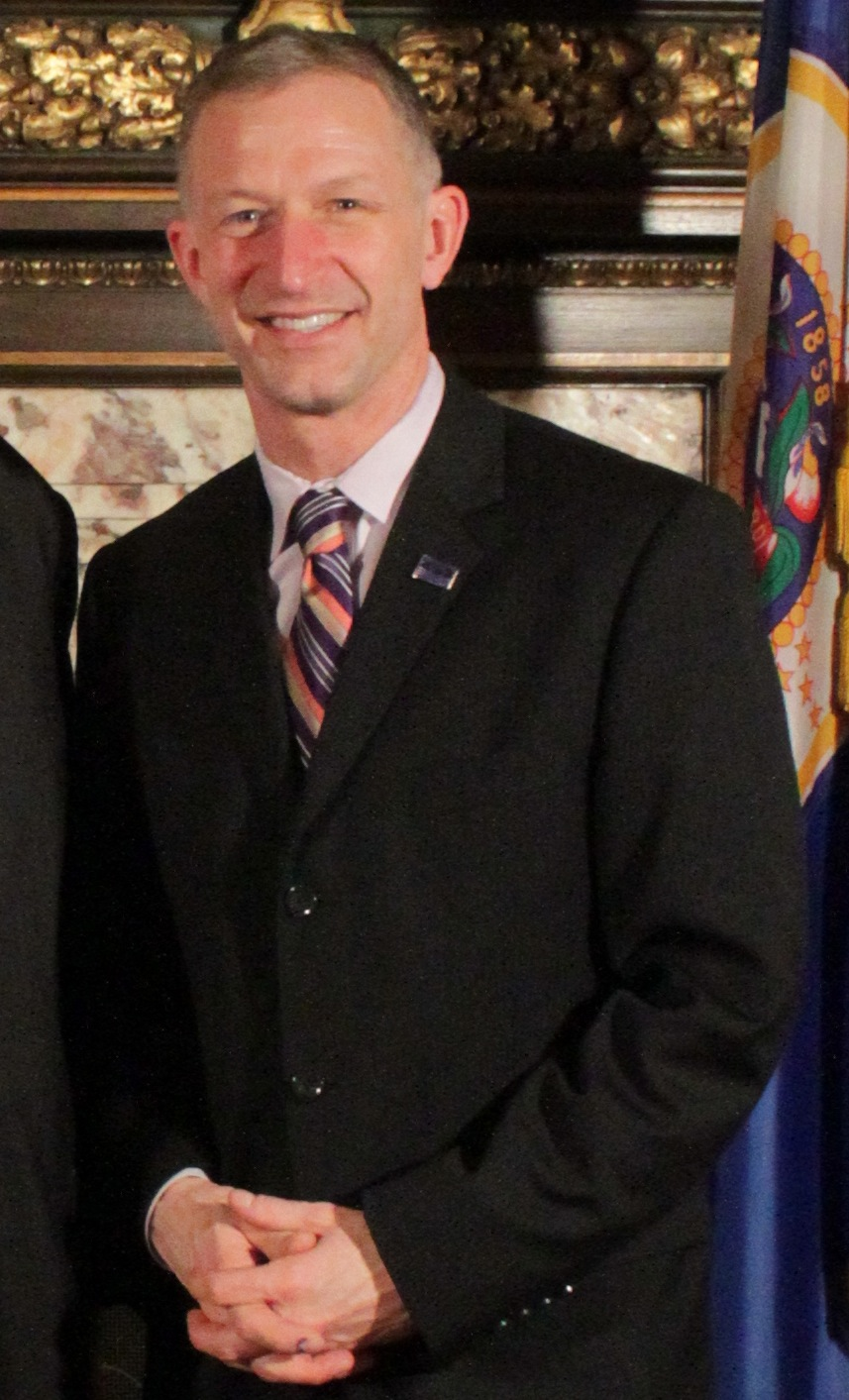
Roger Reinert

Roger Reinert (* 22. Juli 1970 in Olivia, Minnesota) ist ein US-amerikanischer Politiker der Demokratischen Partei.
Reinert studierte an der University of Minnesota und an der Minnesota State University, Mankato. Von Januar 2009 bis Januar 2011 war er Abgeordneter im Repräsentantenhaus von Minnesota und seit 2011 ist er Senator im Senat von Minnesota.
Reinert ist verheiratet und wohnt in Duluth.